# ایرترن جی‌اف‌کی
ایرترن جی‌اف‌کی (انگلیسی: AirTrain JFK) یک خط راه‌آهن برقی است که فرودگاه بین‌المللی جان اف کندی را به شهر متروی نیویورک متصل می‌کند.
این خط راه‌آهن که در سال ۲۰۰۳ ساخته شده دارای ۱۰ ایستگاه و ۱۳ کیلومتر طول است، اولین ایستگاه این خط ایستگاه هاوارد بیچ در منطقه کویینز و آخرین ایستگاه آن ترمینال ۸ فرودگاه جان اف کندی است.

## ایستگاه‌ها
| ایستگاه                                                                          | خط                                                                         | اتصال‌ها | توضیحات                            |
| -------------------------------------------------------------------------------- | -------------------------------------------------------------------------- | --- | ---------------------------------- |
| Howard Beach ۴۰°۳۹′۴۰″شمالی ۷۳°۴۹′۴۶″غربی / ۴۰٫۶۶۱۰۴۳°شمالی ۷۳٫۸۲۹۴۵۵°غربی       | قطار ساحل هاوارد                                                           | - Long-term parking area C - متروی نیویورک سیتی: خط آی‌ان‌دی راکاوی (A train) در Howard Beach–JFK Airport station - MTA Bus: Q11 | Originally designated as Station A |
| Lefferts Boulevard ۴۰°۳۹′۴۱″شمالی ۷۳°۴۹′۲۲″غربی / ۴۰٫۶۶۱۳۷۴°شمالی ۷۳٫۸۲۲۶۶۰°غربی | قطار ساحل هاوارد                                                           | - مسافر سوار کردن - Long-term parking areas A and B - MTA Bus: Q10 Limited - MTA New York City Transit bus: B15 | Originally designated as Station B |
| Federal Circle ۴۰°۳۹′۳۶″شمالی ۷۳°۴۸′۱۳″غربی / ۴۰٫۶۵۹۸۹۸°شمالی ۷۳٫۸۰۳۶۰۲°غربی     | - قطار ساحل هاوارد - قطار ایستگاه جامائیکا                                 | - خودروهای اجاره‌ای - Hotel shuttles - Cargo area shuttles | Originally designated as Station C |
| Jamaica ۴۰°۴۱′۵۷″شمالی ۷۳°۴۸′۲۹″غربی / ۴۰٫۶۹۹۰۴°شمالی ۷۳٫۸۰۸۰۷°غربی              | قطار ایستگاه جامائیکا                                                      | - متروی نیویورک سیتی: خط‌های خیابان آرچر (EJZ trains) در Sutphin Boulevard–Archer Avenue–JFK Airport station - Long Island Rail Road: Jamaica station - MTA New York City Transit and MTA Bus: Q6, Q8, Q9, Q20A, Q20B, Q24, Q25, Q30, Q31, Q34, Q40, Q41, Q43, Q44 SBS, Q60, and Q65 - Nassau Inter-County Express (NICE): n4 | Originally designated as Station D |
| ترمینال ۱ ۴۰°۳۸′۳۷″شمالی ۷۳°۴۷′۲۲″غربی / ۴۰٫۶۴۳۵۷۷°شمالی ۷۳٫۷۸۹۳۴۸°غربی          | - قطار پایانه‌های شرکت هواپیمایی - قطار ساحل هاوارد - قطار ایستگاه جامائیکا | - فرودگاه بین‌المللی جان اف کندی - Green parking |                                    |
| ترمینال ۲ ۴۰°۳۸′۳۱″شمالی ۷۳°۴۷′۱۵″غربی / ۴۰٫۶۴۲۰۴۸°شمالی ۷۳٫۷۸۷۳۷۸°غربی          | - قطار پایانه‌های شرکت هواپیمایی - قطار ساحل هاوارد - قطار ایستگاه جامائیکا | - فرودگاه بین‌المللی جان اف کندی - Green parking | Originally named Terminals 2/3     |
| ترمینال ۴ ۴۰°۳۸′۳۸″شمالی ۷۳°۴۶′۵۶″غربی / ۴۰٫۶۴۳۹۷۴°شمالی ۷۳٫۷۸۲۲۷۳°غربی          | - قطار پایانه‌های شرکت هواپیمایی - قطار ساحل هاوارد - قطار ایستگاه جامائیکا | - فرودگاه بین‌المللی جان اف کندی - Blue parking |                                    |
| ترمینال ۵ ۴۰°۳۸′۴۹″شمالی ۷۳°۴۶′۴۸″غربی / ۴۰٫۶۴۶۸۷۸°شمالی ۷۳٫۷۸۰۰۶۷°غربی          | - قطار پایانه‌های شرکت هواپیمایی - قطار ساحل هاوارد - قطار ایستگاه جامائیکا | - فرودگاه بین‌المللی جان اف کندی - Yellow parking - MTA New York City Transit and MTA Bus: Q3, Q10, and B15 | Originally named Terminals 5/6     |
| ترمینال ۷ ۴۰°۳۸′۵۴″شمالی ۷۳°۴۷′۰۰″غربی / ۴۰٫۶۴۸۲۶۶°شمالی ۷۳٫۷۸۳۴۲۲°غربی          | - قطار پایانه‌های شرکت هواپیمایی - قطار ساحل هاوارد - قطار ایستگاه جامائیکا | - فرودگاه بین‌المللی جان اف کندی - Orange parking |                                    |
| ترمینال ۸ ۴۰°۳۸′۴۸″شمالی ۷۳°۴۷′۱۹″غربی / ۴۰٫۶۴۶۷۸۱°شمالی ۷۳٫۷۸۸۷۰۹°غربی          | - قطار پایانه‌های شرکت هواپیمایی - قطار ساحل هاوارد - قطار ایستگاه جامائیکا | - فرودگاه بین‌المللی جان اف کندی - Red parking | Originally named Terminals 8/9     |

## نگارخانه

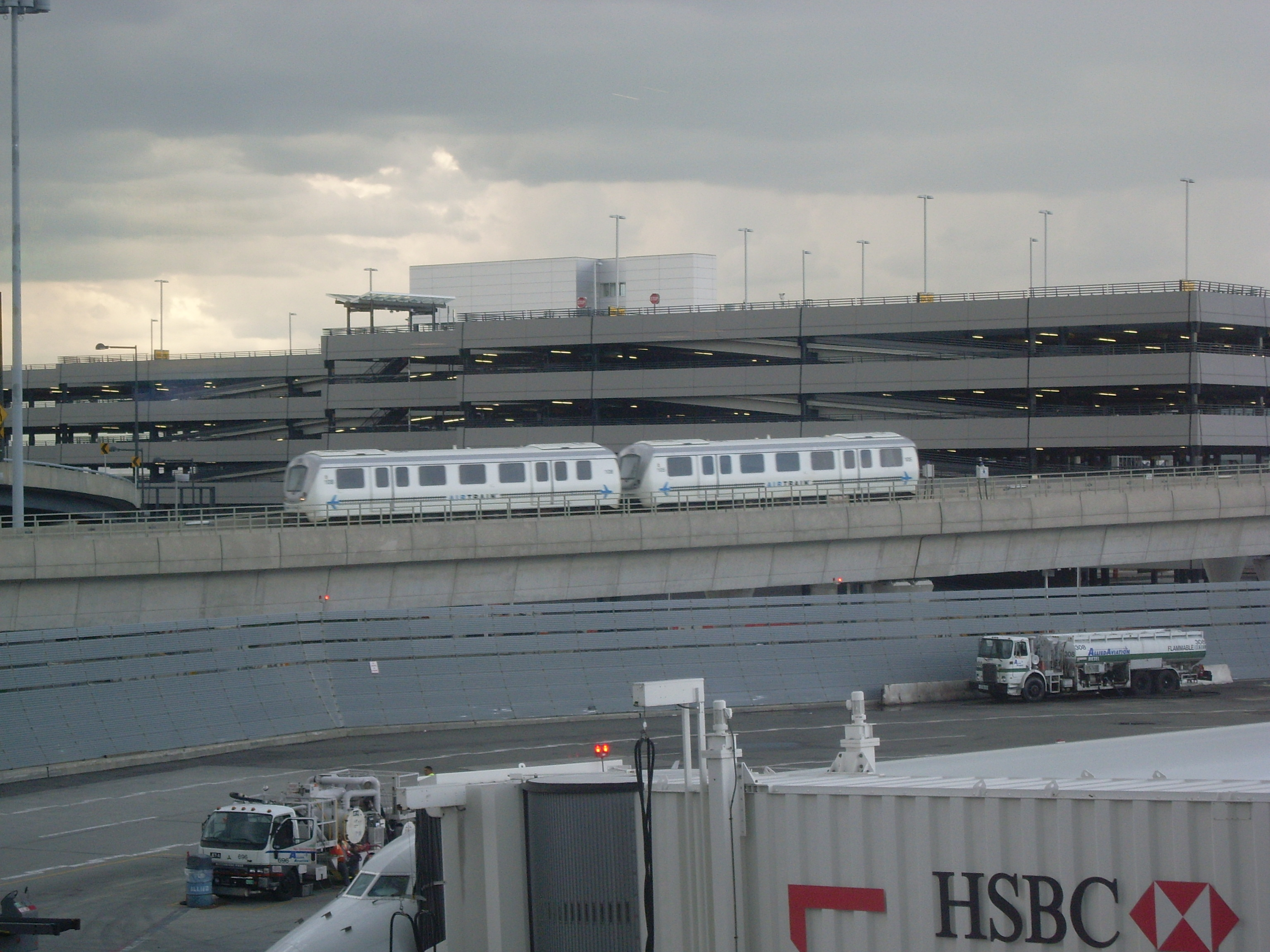
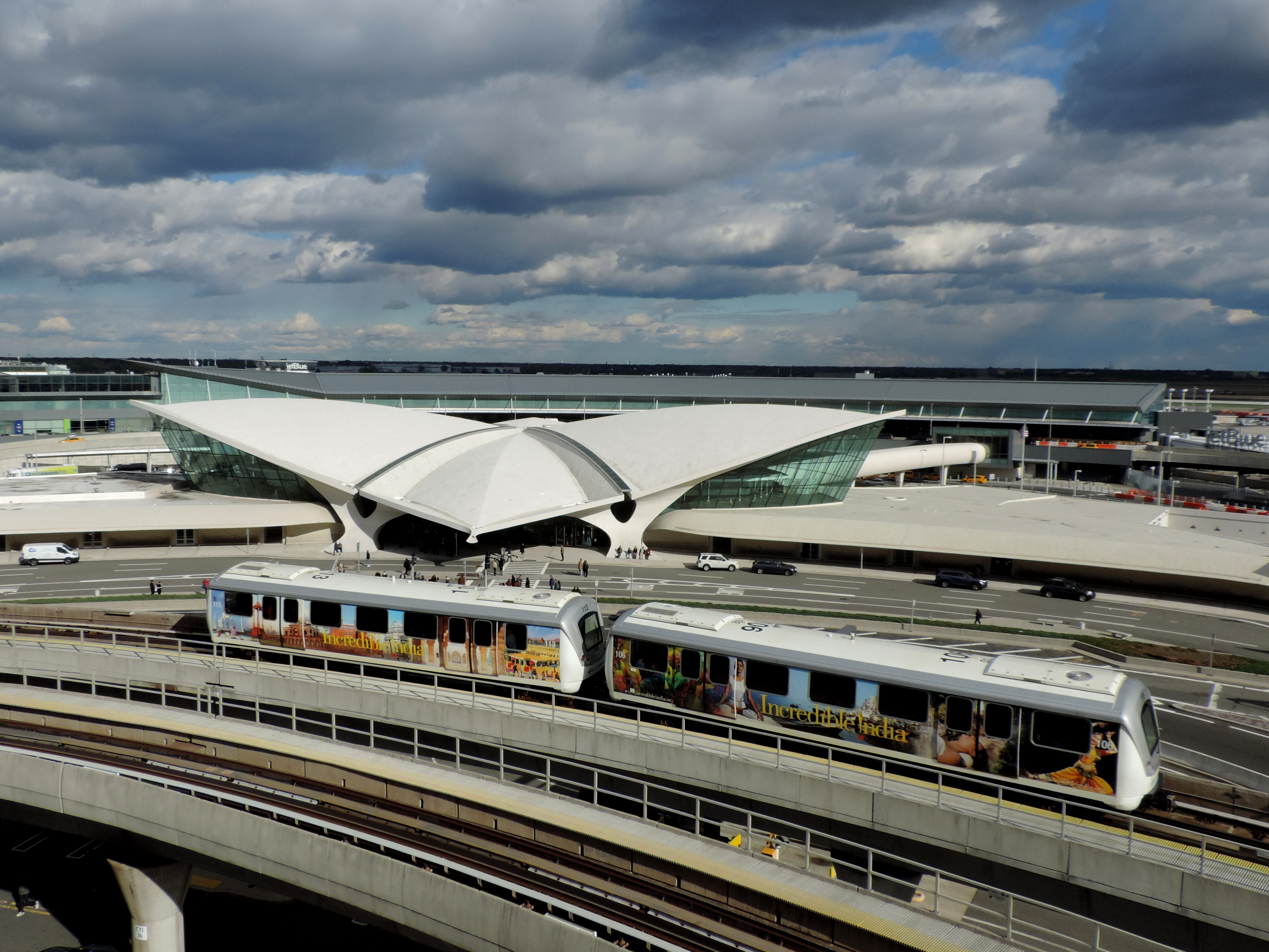
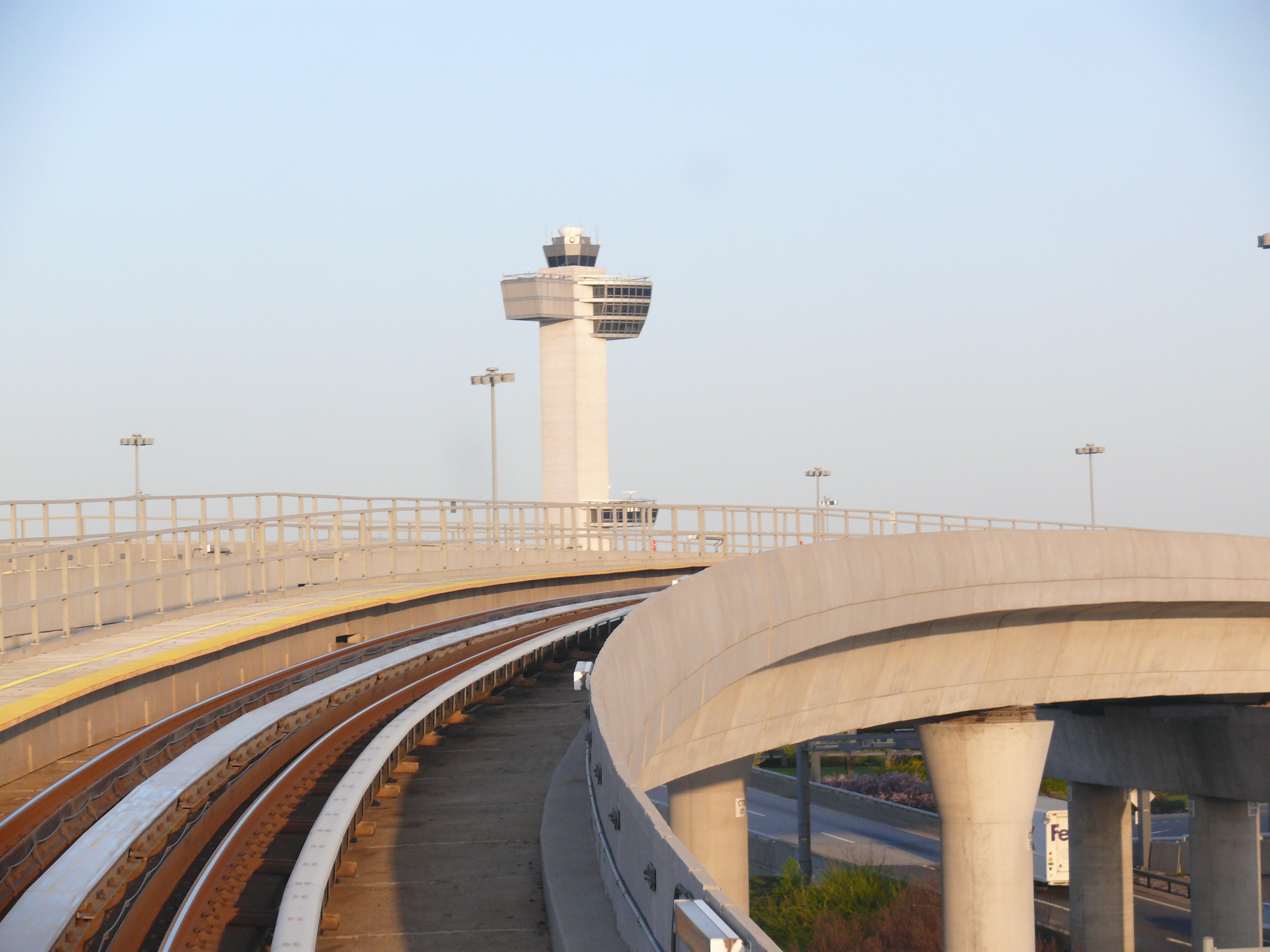
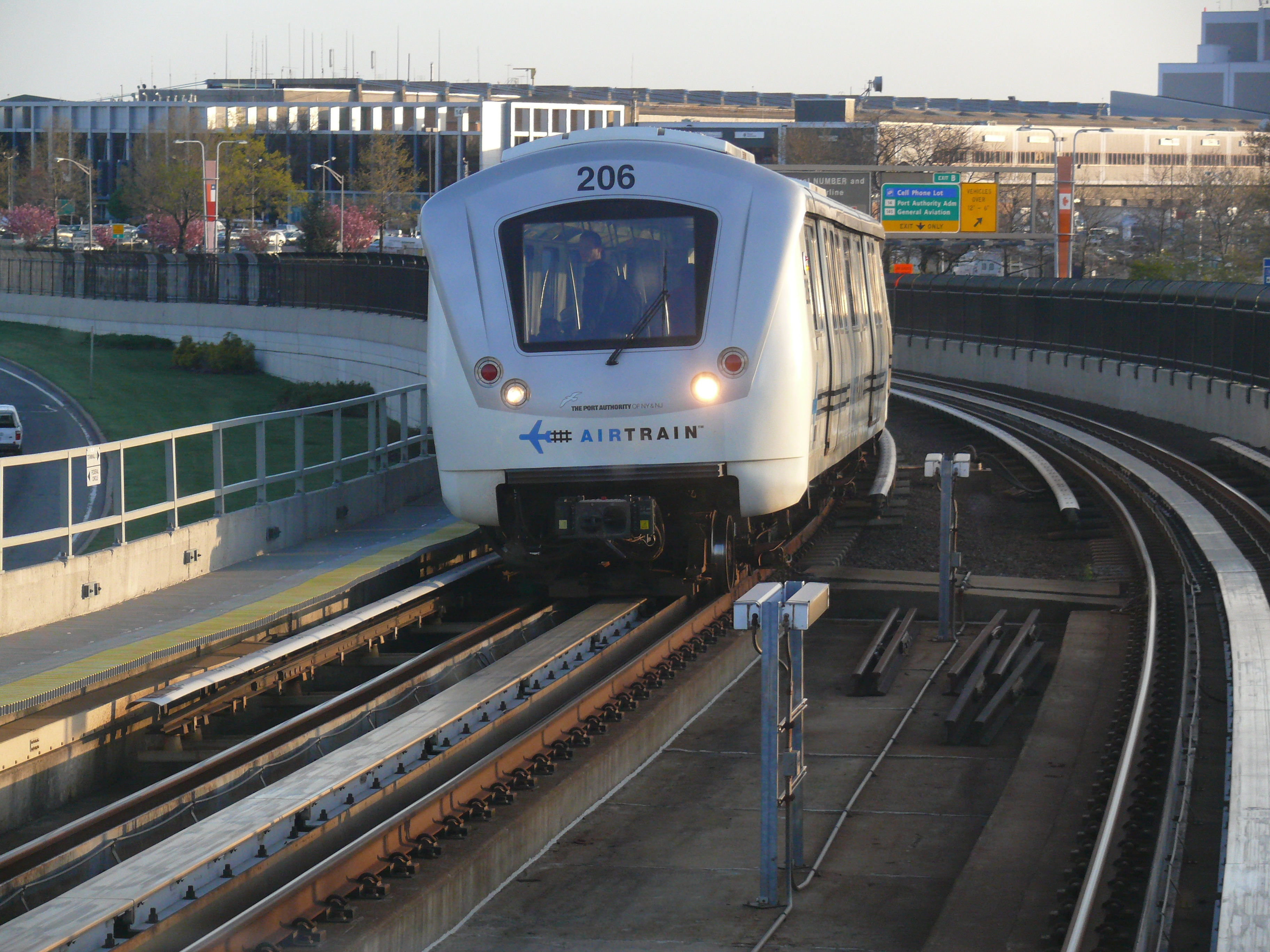